# 仙人掌旅館
《仙人掌旅館》（韓語：모텔 선인장）是一部1997年上映的韓國電影。當人的內心受傷時，就像生長在沙漠的仙人掌，為了適應幹涸的環境，綠葉變成銳刺，講述一家旅館的房間用仙人掌燈具做為裝飾物，為情所傷的人們受到這個擁有神秘力量的地方召喚而來，互訴心事與共渡愛河的故事。

## 演員陣容
- 陳熙瓊 飾演 崔賢珠
- 鄭雨盛 飾演 李民久
- 李美妍 飾演 閔熙秀
- 朴新陽 飾演 金錫泰

## 外部連結
- 豆瓣电影上《仙人掌旅館》的資料 （简体中文）

## 獎項
- 1997年第2届釜山国际电影节新潮流奖
- 1998年第27届鹿特丹国际电影节国际影评人奖-特别奖